# Bestuurlijke indeling van Uttar Pradesh

Districten van Uttar Pradesh

Divisies van Uttar Pradesh

De Indiase staat Uttar Pradesh bestaat uit 75 bestuurlijke districten, die zijn gegroepeerd in 18 divisies. Deze worden hieronder in alfabetische volgorde getoond, gegroepeerd per divisie. Het aantal inwoners in 2001 staat tussen haakjes. Sinds 2001 is de bevolking met ongeveer 15% toegenomen.

## Lijst van divisies en districten
- Agra
  - Agra (3.611.301)
  - Firozabad (2.045.737)
  - Mainpuri (1.592.875)
  - Mathura (2.069.578)
- Aligarh
  - Aligarh (2.990.388)
  - Etah (2.788.270)
  - Hathras (1.333.372)
  - Kasganj (sinds 2008)
- Ayodhya (Faizabad)
  - Ambedkar Nagar (2.025.373)
  - Amethi (sinds 2010)
  - Ayodhya (Faizabad) (2.087.914)
  - Barabanki (2.673.394)
  - Sultanpur (3.190.926)
- Azamgarh
  - Azamgarh (3.950.808)
  - Ballia (2.752.412)
  - Mau (1.849.294)
- Bareilly
  - Bareilly (3.598.701)
  - Budaun (3.069.245)
  - Pilibhit (1.643.788)
  - Shahjahanpur (2.549.458)
- Basti
  - Basti (2.068.922)
  - Sant Kabir Nagar (1.424.500)
  - Siddharthnagar (2.038.598)
- Benares (Varanasi)
  - Benares (Varanasi) (3.147.927)
  - Chandauli (1.639.777)
  - Ghazipur (3.049.337)
  - Jaunpur (3.911.305)
- Chitrakoot
  - Banda (800.592)
  - Chitrakoot (800.592)
  - Hamirpur (1,043,724)
  - Mahoba (708.831)
- Devipatan
  - Bahraich (2.384.239)
  - Balrampur (1.684.567)
  - Gonda (2.765.754)
  - Shravasti (1.175.428)
- Gorakhpur
  - Deoria (2.730.376)
  - Gorakhpur (3.784.720)
  - Kushinagar (2.891.933)
  - Maharajganj (2.167.041)
- Jhansi
  - Jalaun (1.455.859)
  - Jhansi (1.746.715)
  - Lalitpur (977.447)
- Kanpur
  - Auraiya (1.179.496)
  - Etawah (1.340.031)
  - Farrukhabad (1.577.237)
  - Kannauj (1.385.227)
  - Kanpur Dehat (1.584.037)
  - Kanpur Nagar (4.137.489)
- Lucknow
  - Hardoi (3.397.414)
  - Lakhimpur Kheri (3.200.137)
  - Lucknow (3.681.416)
  - Raebareli (2.872.204)
  - Sitapur (3.616.510)
  - Unnao (2.700.426)
- Meerut
  - Bagpat (1.164.388)
  - Bulandshahr (2.923.290)
  - Gautam Buddha Nagar (1.191.263)
  - Ghaziabad (3.289.540)
  - Hapur (sinds 2011)
  - Meerut (3.001.636)
- Mirzapur
  - Bhadohi (1.352.056)
  - Mirzapur (2.114.852)
  - Sonbhadra (3.130.586)
- Moradabad
  - Amroha (1.499.193)
  - Bijnor (3.130.586)
  - Moradabad (3.749.630)
  - Rampur (1.922.450)
  - Sambhal (sinds 2012)
- Prayagraj (Allahabad)
  - Fatehpur (2.305.847)
  - Kaushambi (1.294.937)
  - Pratapgarh (2.727.156)
  - Prayagraj (Allahabad) (4.941.510)
- Saharanpur
  - Muzaffarnagar (3.541.952)
  - Saharanpur (2.848.152)
  - Shamli (sinds 2011)